# غز أباد منوتشهري (حسين أباد كرمان)
غز أباد منوتشهري (بالفارسية: گزآباد منوچهری) هي قرية تقع في إيران في Hoseynabad Rural District. يقدر عدد سكانها بـ 46 نسمة .